# مان یادانارپون ایرلاینز
مان یادانارپون ایرلاینز (به انگلیسی: Mann Yadanarpon Airlines) یک شرکت هواپیمایی با کد یاتا 7Y است که در ۱ ژوئیه ۲۰۱۳ میلادی تأسیس شده و در ۱ فوریه ۲۰۱۴ فعالیتش را آغاز کرده است. دفتر مرکزی مان یادانارپون ایرلاینز در یانگون، میانمار واقع شده است و به ۱۲ مقصد، پرواز انجام می‌دهد.